# Наука в Башкортостані
Наука в Башкортостані — історія та сучасний стан науки в Республіці Башкортостан.

## Історія
У лікуванні багатьох захворювань башкири використовували мед, кумис, їзду на конях. Пізнання башкир в топленні руди допомагали розвідати рудні родовища і будувати рудотопні заводи в Башкирії в XVII—XVIII століттях.
Російська академія наук з метою вивчення території, природних багатств, населення, історичних пам'яток Південного Уралу в складі Російської імперії в 1768 — 1774 роках спрямовувала академічні експедиції в складі академіків П . С. Палласа, І. Г. Георгі, І. І. Лепьохіна, Й. П. Фалька. Велике значення в експедиціях надавалося обстеженню та оцінці економічного стану краю, розвідці корисних копалин, топографічним зйомкам, ботанічним і географічним дослідженням. Вивчалися металургійні та гірничорудні заводи краю, башкирські промисли. Вперше було вироблено систематичний опис господарства, побуту, звичаїв і вірувань тюркських, слов'янських, угро-фінських народів Урало-Поволжя.
У вивчення історії та звичаїв башкирського народу, культури і мови зробили великий внесок і башкирські вчені-просвітителі. Так М. Бекчурін (Бікчурін, Біксурін) склав порівняльний словник башкирської мови. М. Куватов і С. Батиршин опублікували зразки башкирського фольклору, етнографи М. Баїшев і В. Юлуєв внесли вагомий вклад у вивчення історії народу. М. Султанов видав збірку башкирських і татарських мелодій, лікар і філолог М. Кулаєв розробив абетку для башкирів на базі російської графіки та склав граматику башкирської мови по типу європейської.
У 20-х роках XX століття в Башкирії був науковий потенціал галузі природничих і гуманітарних наук, основою для яких були дослідження краєзнавчих товариств.
У 1922 році науковий відділ Наркомосу Башкирської АРСР затвердив положення про наукове «Товариство із вивчення побуту, культури і історії Башкирії». У Товаристві було три секції: лінгвістична, етнографічна та історична. Видавалися три краєзнавчих збірки: «Башкорт аймаги», «Башкирський краєзнавчий збірник» і «Господарство Башкирії». У збірниках висвітлювалися різні питання історії, побуту, культури і мови башкир. У 1920-х роках здобувають популярність своїми дослідженнями археолог М. І. Касьянов, етнограф Г. Ф. Вільданов, мовознавець К. З. Ахмеров і лінгвіст З. Ш. Шакіров.
Крім «Товариства із вивчення Башкирії» в республіці науковою діяльністю займалися Центральний краєзнавчий музей революції, Істпарт, центральний архів. Ними було зібрано історичні матеріали, підготовлені десятки спогадів. Керував всією науковою роботою відділ Наркомосу БАССР, перейменований в Академцентр. Головою Академцентра був призначений Х. Ш. Сюнчелей.
Основна робота центру була пов'язана зі створенням нового башкирського алфавіту і виданням підручників із різних дисциплін для шкіл I і II ступенів.
В 1930 роках був створений Башкирський комплексний науково-дослідний інститут, організовані наукові центри Башкирського науково-дослідного інституту соціалістичної реконструкції сільського господарства і ґрунтово-ботанічний інститут, Башкирський науково-дослідний інститут національної культури, Інститут марксистсько-ленінської педагогіки та Науково-дослідний інститут промисловості.
Під час Великої Вітчизняної війни в Башкирії були евакуйовані установи АН СРСР, АН УРСР, вузи Москви. Вони заклали основи для створення в республіці центру фундаментальної науки, розширення мережі академічної науки, ВНЗ. В 1943 рік у Раднарком БАССР в листі секретарю ЦК ВКП(б) Г. М. Малєнкова поставив питання про організацію в м. Уфі Башкирського філії Академії наук СРСР.
В 1951 році була створена Башкирська філія Академії наук СРСР, яка об'єднала Гірничо-геологічний і Біологічний інститути, Інститут історії мови та літератури, відділи органічної хімії та економічних наук. Організовано Інститут хімії, відділи біохімії та цитохімії, фізики і математики, Ботанічний сад. Філія була погано укомплектована науковими кадрами (на 61 %, керівними і провідними науковцями на 46 %). Рада Міністрів БАССР просила Президію Академії наук СРСР відрядити для роботи в м. Уфі висококваліфікованих учених різних галузей науки.
У 60-70-ті роки в республіці отримала розвиток математика (теорія функцій, диференціальні рівняння, обчислювальна математика). Для підвищення рівня розвитку фізики і математики в Уфу з Москви був запрошений відомий математик, член-кореспондент АН СРСР Леонтьєв Олексій Федорович, який приїхав до Уфи в 1971 році разом із групою своїх учнів — В. В. Напалковим, В. П. Громовим, Ю. Н. Фроловим. За шістнадцять років (1971—1997 рр.) перебування в Башкирії О. Ф. Леонтьєв виконав величезну роботу як в області математики, так з організації навчання — на математичному факультеті Башкирського держуніверситету він створив аспірантуру, науковий семінар, підготував велику групу кандидатів і докторів наук, проводив симпозіуми по теорії функцій, організував раду із захисту дисертацій.
Розвивалися перспективні розділи фізики (молекулярна фізика, теоретична фізика, теорія феро і антиферомагнетиків), нафтохімія, хімія полімерів, молекулярна біологія і генетика, регіональна економіка, вивчення етнографії башкир і башкирської мови.

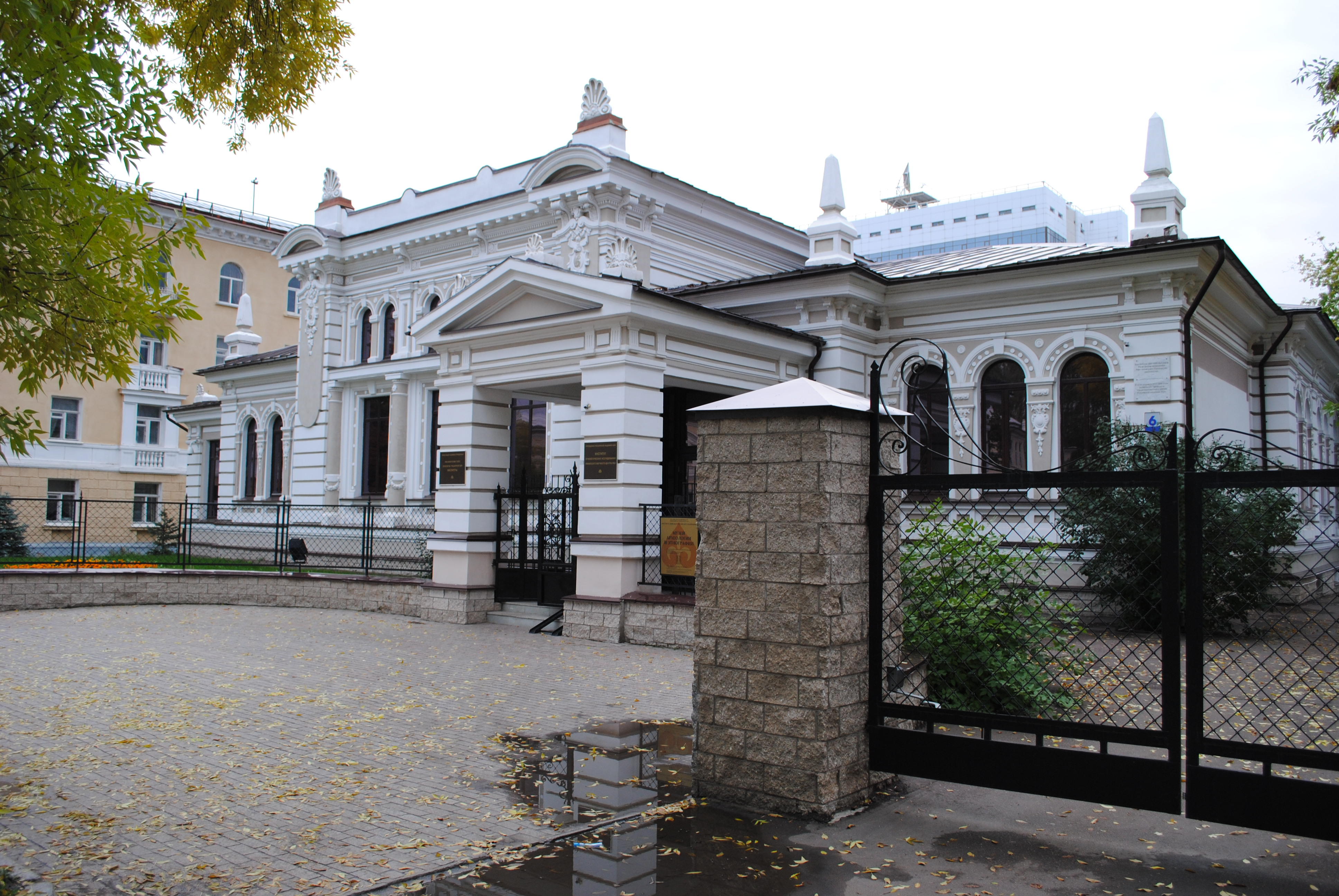
Інститут етнологічних досліджень Уфимського наукового центру РАН

Після освоєння Арланского і Туймазинского родовищ нафти республіка зайняла провідне місць по її видобутку. Були побудовані великі хімічні та нафтохімічні підприємства в Стерлітамаці, Салаваті та Уфі. Башкирська АРСР представляла собою провідний індустріально-аграрний регіон з потужним виробничим, сировинним потенціалом, розгалуженою системою зв'язку, комунікацій і енергетики в масштабах Росії, СРСР. У ній були зосереджені найбільші в Європі підприємства нафтопереробки, нафтохімії, хімії, ВПК, кольорової та чорної металургії. В кінці 1980 —х рр. в БАССР функціювало 125 з 184 галузей сфери матеріального виробництва. За показниками сукупного суспільного продукту Башкирія випереджала всі автономні утворення і займала відповідно шосте-сьоме місця серед союзних республік.
Попит на розвиток паливно-енергетичного комплексу привів до того, що в Республіці отримала сильний розвиток профілююча наука хімія і нафтохімія. У 1960 — на початку 1970-х років комплектування інститутів і відділів філії на 20-25 % здійснювалося за рахунок запрошення провідних вчених (докторів і кандидатів наук) з центральних установ АН СРСР. Відновлення діяльності Башкирського філії АН СРСР сприяло відкриттю аспірантури з багатьох спеціальностей і організації спеціалізованих учених рад. З другої половини 1970-х рр. основні потреби в наукових кадрах, особливо за хімічними, біологічними, геологічними і філологічних наук, стали задовольнятися головним чином за рахунок власних можливостей.
Основні зусилля наукових установ Башкирії були спрямовані на розгортання комплексу хімічних досліджень, пов'язаних з продуктами органічного походження, нафтохімії і каталізу, створення ракетного палива. Разом з тим був забезпечений високий рівень розвитку геології та біології, створені великі можливості для розвитку математики і досліджень в області фізики і машинобудування. Великий внесок в академічну науку хімію вніс академік Г. А. Толстіков. У роки його керівництва інститутом хімії (1977—1993 рр.) Інститут став провідною науковою установою хімічного профілю в системі РАН. Вчені-історики республіки займалися також історією академічної науки в Башкортостані. У 1950-х роках були видані праці з історії республіки, в яких значне місце займали питання створення науково-дослідних установ у різних областях промисловості, сільського господарства і медицини, підготовки наукових кадрів, в 1960-1970-х — дослідження з історії Башкирії, з матеріалами з історії науки, в тому числі академічної. Це «Історія Уфи», в якій виділяються етапи становлення столиці Башкирії як великого наукового центру країни, праця «Наука в Радянській Башкирії за 50 років», в якому приділено значну увагу башкирського філії АН СРСР і передісторії його створення, 1980-х роках — вивчається процес становлення і розвитку регіонального академічної установи, його роль у формуванні основних напрямків наукових досліджень в Башкирії розглянуті та узагальнені в статтях і виступах керівників БФ АН СРСР. У 1990-2000-х роках — вивчається роль Академії наук в Республіці. Інтелектуальний потенціал Башкортостану вивчав академік РАН Р. І. Нігматулін.

## Сучасна наука

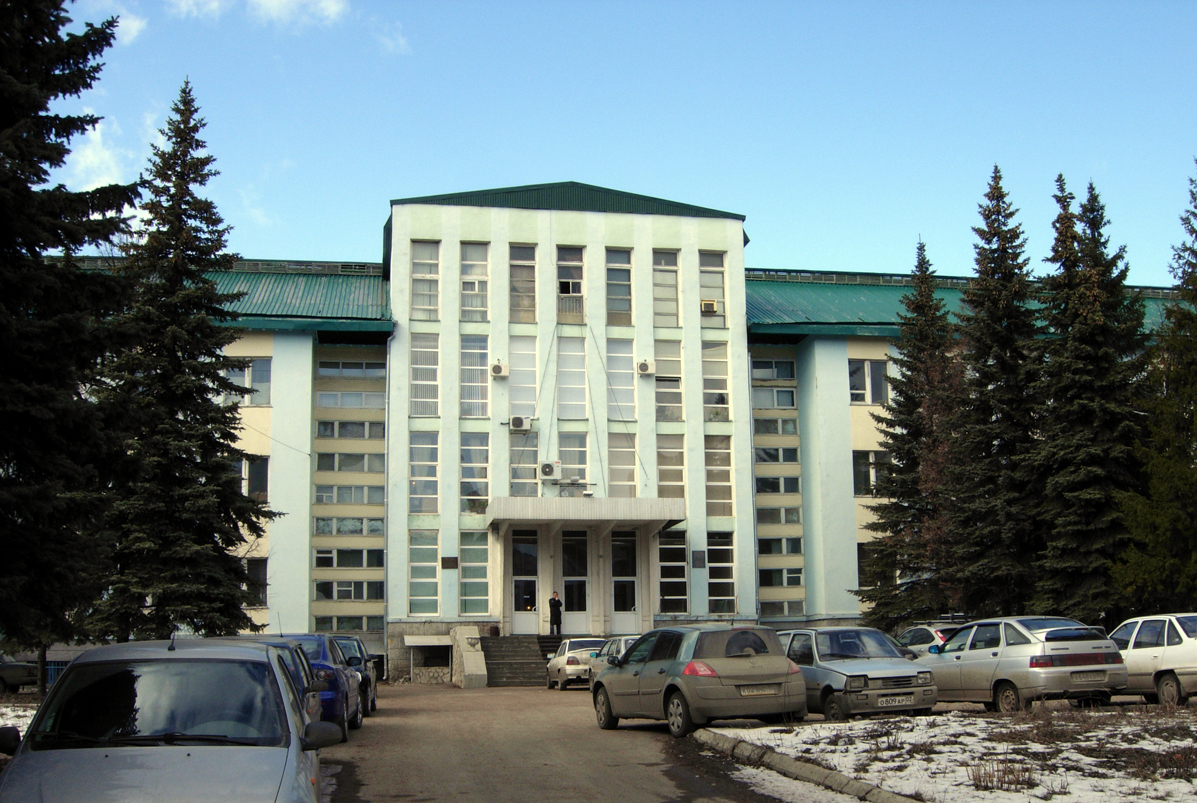
Інститут органічної хімії УНЦ РАН

Наукові дослідження ведуться в вузах республіки, галузевих науково-дослідних інститутах. У них працює понад 250 докторів і 2,5 тис. кандидатів наук.
Вчені Башкортостану внесли вклад у вивченні геологію краю, в розвідку нафтових, газових і рудних родовищ, в науку біології рослин, районуванні та підвищенні врожайності культур.
У Башкирському науково-дослідному інституті сільського господарства проводяться роботи із селекції та насінництва, по створенню і розмноженню ранньо-та середньостиглих, адаптивних, високопродуктивних культур.
У республіці проведені фундаментальні дослідження з історії краю та історії башкир, із башкирської філології, археології, етнографії і фольклористики. З вчених башкир великий внесок в науку зробили доктор геолого-мінералогічних наук К. Р. Тімергазін, професори-лінгвісти Дж. Г. Кієкбаєв (засновник сучасної башкирської школи урало-алтайських мов) і К. З. Ахмеров, член-кореспондент АН СРСР С. Рафіков, доктори історичних наук Р. Г. Кузьо і Р. Г. Кузьо, доктор біологічних наук М. Бурангулова, доктори сільськогосподарських наук В. Г. Гірфанов і С. Тайчінова, лікар-офтальмолог професор Г. Х. Кудояров (вивчення епідеміології, клініки, патоморфології трахоми), професори-філологи А. І. Харисов, А. Н. Кірєєв, Г. Б. Хусаїнов, історики — С. Ф. Касимов та ін. Зараз в Башкирії близько 80 науково-дослідних інститутів, конструкторських бюро. У них зайнято близько 33 тис. осіб, в тому числі 7 тисяч наукових співробітників. Серед них — два члена-кореспондента, 170 докторів і 2500 кандидатів наук.
В 1951 році була створена Башкирська філія АН СРСР. Створення філії сприяло зміцненню становища в республіці академічної науки. При Хрущові Башкирська філія АН СРСР була скасована. Відсутність координаційного центру і керівництва з боку Академії наук надалі негативно позначилося на результатах дослідницької роботи інститутів, в їх планах стала переважати галузева тематика. До початку 1970-х років Башкирія стала найбільшим хімічним і нафтохімічним центром СРСР. Економіка республіки могла успішно розвиватися далі, спираючись тільки на велику наукову базу, тому Башкирська філія Академії наук був відновлений.

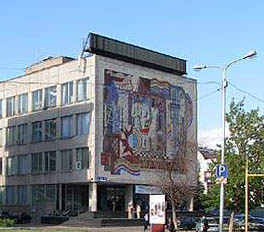
Будівля Академії наук РБ

В 1991 рік у в Башкортостані була заснована Академія наук Башкирської РСР. На Академію наук БРСР було покладено координацію фундаментальних досліджень із провідних напрямів громадських, природничих і технічних наук, ефективного використання наукових, науково-технічних і культурних досягнень на практиці.
Академія була створена у складі 20 дійсних членів (академіків), 40 членів-кореспондентів Академії наук Башкирської РСР. До її складу увійшли відділення: гуманітарних наук, фізико-математичних та технічних наук, хіміко-технологічних наук, біологічних, медичних та сільськогосподарських наук, наук про землю і екологію.
Першим президентом Академії наук Башкортостану було обрано академіка АН Башкортостану, директора інституту проблем надпластичності металів О. А. Кайбишев, віце-президентами: Р. Н. Гімаєва — академіка, А. Г. Гумера — академіка, В. В. Напалкова — академіка АН РБ, члена-кореспондента РАН. За науковими напрямками обрані: А. В. Бакієв — відділення фізико-математичних і технічних наук, Р. Ш. Магазов, У. Г. Гусманов — відділення біологічних, медичних та сільськогосподарських наук, Р. Н. Гімаєв — відділення хіміко-технологічних наук, М. А. Камалетдінов — відділення наук про Землю та екологію, З. Г. Ураксін — відділення гуманітарних наук.
Наукові успіхи в Башкортостані пов'язані з іменами вчених Г. О. Толстікова (праці в області металлокомплексного каталізу і органічного синтезу), М. С. Юнусова (біоорганічна хімія, антиаритмічний засіб Аллапінін), В. Н. Одинокова, Р. І. Нігматулліна і ін.
Проблемами етногенезу та етнічної історії башкир, вивченням їх традиційного господарства і соціальної структури займався професор БДУ Янгузін Рим Зайнігабітовіч.
У науковому видавництві «Башкирська енциклопедія» видані праці з історії Башкортостану, тлумачні і орфографічні словники башкирської мови, коротка і повна в 7 томах  енциклопедії Башкортостану. В енциклопедіях в стислій формі дана велика інформація про наукове життя республіки.

## Вищі навчальні заклади Башкортостану

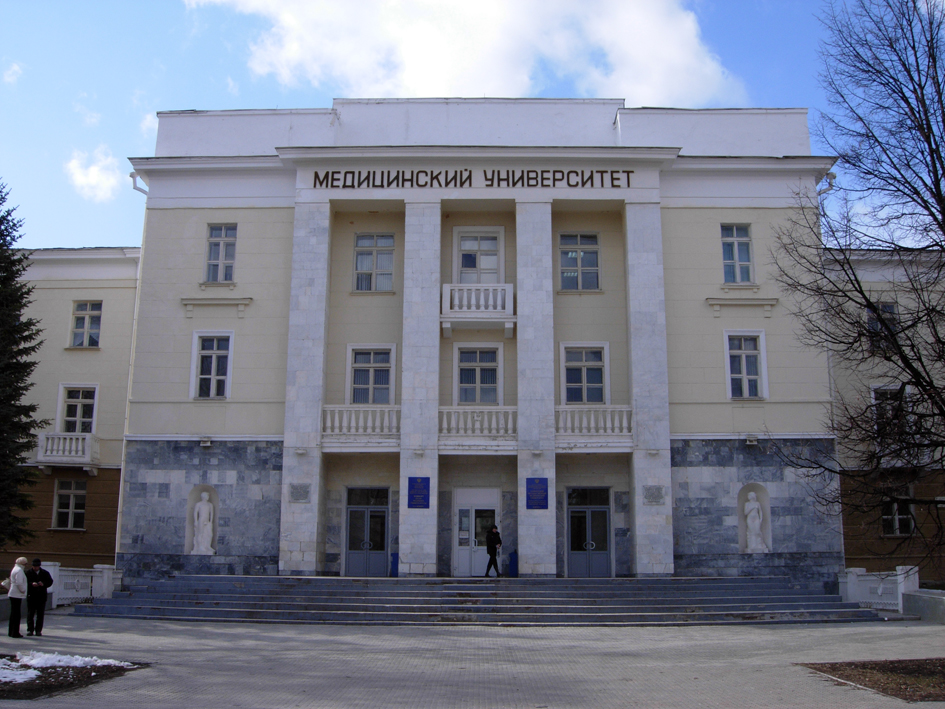
Медичний університет в Уфі

- Башкирський державний університет (БашГУ)
- Уфимський державний авіаційний технічний університет (УГАТУ)
- Уфимський державний університет економіки і сервісу (УГУЕС)
- Уфимський державний нафтовий технічний університет (УГНТУ)
- Башкирський державний медичний університет (БДМУ)
- Башкирський державний аграрний університет (БДАУ)
- Башкирський державний педагогічний університет імені Міфтахетдіна Акмулли (БДПУ) — володіє найбільшою в країні колекцією водоростей і ціанобактерій
- Башкирська академія державної служби та управління при Президентові Республіки Башкортостан, (Багсі)
- Уфимський юридичний інститут МВС Росії, (УЮІ МВС РФ)
- Стерлитамацька державна педагогічна академія імені Зайнаб Біішевой (до 2012 р З 2012 р в складі Стерлитамакскої філії БашГУ)

## Наукові періодичні видання
- Журнал «Вісник Академії наук Республіки Башкортостан»
- Журнал «Ватандаш» (Співвітчизник)
- Журнал «Ядкар» (Духовна спадщина)
- Науково-технічний журнал «Нафтогазова справа»
- Наукове інтернет видання «Нафтогазова справа» [1]